# تپه باستانی اوبالار
تپه باستانی اوبالار مربوط به دوره ساسانیان - سده‌های اولیه دوران‌های تاریخی پس از اسلام است و در شهرستان میانه، بخش مرکزی، دهستان اوچ تپه شرقی، ۲۰۰ متری شمال شرقی روستای آغچه واقع شده و این اثر در تاریخ ۱۵ اسفند ۱۳۸۵ با شمارهٔ ثبت ۱۷۹۱۶ به‌عنوان یکی از آثار ملی ایران به ثبت رسیده است.